# Liste der Bodendenkmäler in Simmelsdorf
Auf dieser Seite sind die Bodendenkmäler in der mittelfränkischen Gemeinde Simmelsdorf zusammengestellt. Diese Tabelle ist eine Teilliste der Liste der Bodendenkmäler in Bayern. Grundlage ist die Bayerische Denkmalliste, die auf Basis des Bayerischen Denkmalschutzgesetzes vom 1. Oktober 1973 erstmals erstellt wurde und seither durch das Bayerische Landesamt für Denkmalpflege geführt wird. Die folgenden Angaben ersetzen nicht die rechtsverbindliche Auskunft der Denkmalschutzbehörde.

Mit dem Stand vom 3. Juli 2018 sind 22 Bodendenkmäler von Simmelsdorf in der Bayerischen Denkmalliste eingetragen.

## Liste der Bodendenkmäler
| Lage                                              | Objekt | Akten-Nr.     | Bild                                   |
| ------------------------------------------------- | --- | ------------- | -------------------------------------- |
| (Standort)                                        | Siedlung vor- und frühgeschichtlicher Zeitstellung                                                            | D-4-6334-0036 |                                        |
| (Standort)                                        | Grabhügel der Bronze- und Hallstattzeit                                                                       | D-5-6333-0004 |                                        |
| (Standort)                                        | Synagoge des Mittelalters und der Neuzeit                                                                     | D-5-6333-0007 |                                        |
| (Standort)                                        | Mittelalterliche und frühneuzeitliche Befunde im Bereich des Schlosses Hüttenbach                             | D-5-6333-0008 |                                        |
| (Standort)                                        | Mittelalterliche und frühneuzeitliche Befunde im Bereich der Burgruine Winterstein                            | D-5-6333-0010 |                                        |
| (Standort)                                        | Herrensitz Dipoltsdorf Herrensitz des späten Mittelalters                                                     | D-5-6334-0011 |                                        |
| (Standort)                                        | Abschnittsbefestigung Winterstein Abschnittsbefestigung der frühen Latènezeit                                 | D-5-6334-0013 | Abschnittsbefestigung Winterstein      |
| Hüttenbach (Standort)                             | Mittelalterliche und frühneuzeitliche Befunde im Bereich der katholischen Pfarrkirche Mariae Heimsuchung      | D-5-6334-0015 |                                        |
| (Standort)                                        | Mittelalterliche und frühneuzeitliche Befunde im Bereich der Burgruine Wildenfels                             | D-5-6334-0016 |                                        |
| Wildenfels (Standort)                             | Wirrlesloch Höhlenstation vor- und frühgeschichtlicher Zeitstellung                                           | D-5-6334-0017 | weitere Bilder                         |
| (Standort)                                        | Mittelalterliche und frühneuzeitliche Befunde im Bereich der Burgruine Strahlenfels                           | D-5-6334-0028 | Befunde bei der Burgruine Strahlenfels |
| (Standort)                                        | Mittelalterliche und frühneuzeitliche Befunde im Bereich der Evangelisch-Lutherischen Filialkirche St. Helena | D-5-6334-0031 |                                        |
| (Standort)                                        | Burgstall Burgstuhl Mittelalterlicher Burgstall                                                               | D-5-6334-0045 | weitere Bilder                         |
| (Standort)                                        | Burgstall Spitzenberg Mittelalterlicher Burgstall                                                             | D-5-6334-0046 | weitere Bilder                         |
| (Standort)                                        | Herrensitz Großengsee Mittelalterlicher Burgstall und Herrensitz der frühen Neuzeit                           | D-5-6334-0047 | Herrensitz Großengsee                  |
| (Standort)                                        | Herrensitz Dipoltsdorf III Herrensitz der frühen Neuzeit                                                      | D-5-6334-0048 |                                        |
| (Standort)                                        | Herrensitz Utzmannsbach Herrensitz und Hammerwerk des Mittelalters und der frühen Neuzeit                     | D-5-6334-0049 |                                        |
| Sankt Helena nordöstlich des Ortskerns (Standort) | Grabhügel mit Bestattungen der mittleren Bronzezeit sowie der Hallstattzeit                                   | D-5-6334-0054 |                                        |
| (Standort)                                        | Burgstall Alter Rothenberg Mittelalterlicher Burgstall                                                        | D-5-6433-0172 | weitere Bilder                         |
| (Standort)                                        | Grabhügel vorgeschichtlicher Zeitstellung                                                                     | D-5-6433-0173 |                                        |
| (Standort)                                        | Schloss Simmelsdorf Mittelalterlicher Wasserburgstall, neuzeitliches Schloss                                  | D-5-6434-0128 | Schloss Simmelsdorf                    |
| (Standort)                                        | Burgstall Hienberg Mittelalterlicher Burgstall                                                                | D-5-6434-0130 | weitere Bilder                         |